# Elisabeth Droste zu Senden
Elisabeth Droste zu Senden († 17. September 1613 in Nottuln) war Äbtissin im Stift Nottuln.

## Leben

### Herkunft und Familie
Als Tochter des Joachim Droste zu Senden und der Mentha von Billerbeck und Egelborg entstammte Elisabeth Droste zu Senden einer uralten westfälischen Adelsfamilie.

### Werdegang und Wirken

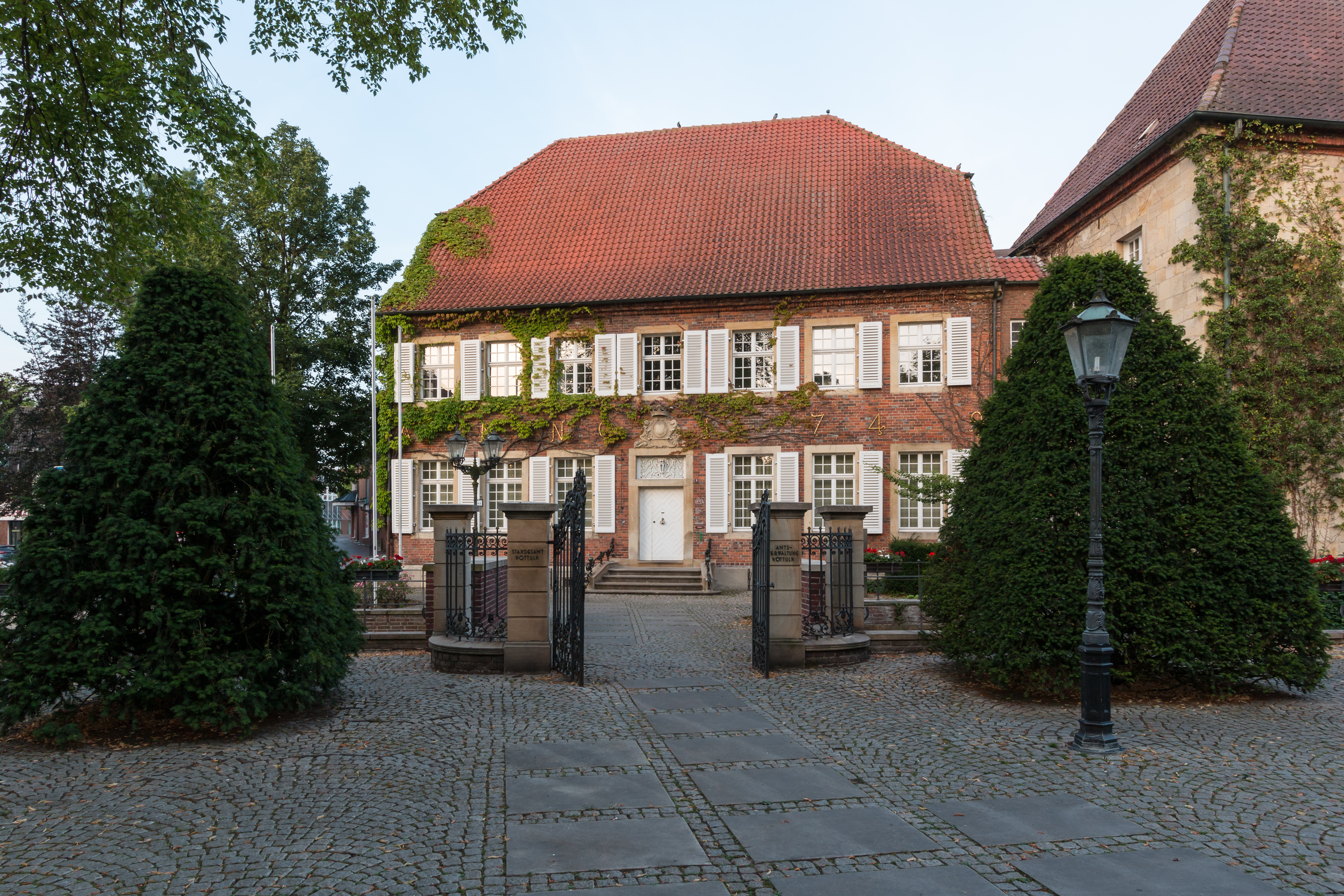
Stiftsplatz 8 in Nottuln: Von Senden´sche Kurie

Am 18. Februar 1581 wurde Elisabeth Stiftsjungfer und sieben Jahre später im Kapitel an fünfter Stelle geführt. Ihre Wahl zur Äbtissin fiel auf den 4. Juni 1588 und am 16. November 1590 wurde die Wahlkapitulation im Domkapitel verlesen. Elisabeth hatte zur Bedingung gemacht, dass bei ausbleibenden Pachteinnahmen durch kriegerische Überfälle die Verpflichtung zur Zahlung von 300 Reichstalern entfällt.
Sie gehörte dem Billerbecker Kaland an. Diese Vereinigung hatte die Förderung guter Werke zum Zweck und sie erhielt am 23. September 1609 für Elisabeths Memorie 25 Reichstaler.
In ihrem Testament vom 27. April 1598 bedachte sie viele Arme.